# The Ice Break
The Ice Break (La rottura dei ghiacci) è un'opera in lingua inglese in tre atti, con musica, libretto e scene originali di Sir Michael Tippett. L'opera è stata eseguita in anteprima alla Royal Opera House, Covent Garden il 7 luglio 1977, diretta da Sir Colin Davis, il dedicatario dell'opera.

## Origine
Uno dei significati del titolo dell'opera è un riferimento all'effettiva rottura fisica del ghiaccio sui fiumi gelati del nord, che segnala l'avvento della primavera. Il compositore ha detto che il soggetto dell'opera è "se possiamo o meno rinascere dagli stereotipi in cui viviamo". John Warrack ha notato che il lavoro "affronta i problemi degli stereotipi su più vasta scala" rispetto alle prime opere di Tippett, e anche in un contesto contemporaneo. Lo stesso Tippett ha inserito questa riga in una pagina di prefazione a una partitura dell'opera pubblicata, l'apertura della Ballade des pendus di François Villon:
(François Villon, La ballata degli impiccati)

## Storia delle esecuzioni
Una traduzione tedesca è stata data al Teatro dell'Opera di Kiel l'anno successivo alla prima. L'Opera Company di Boston ha messo in scena il lavoro nel maggio 1979 per 3 rappresentazioni, sotto la direzione di Sarah Caldwell, nella prima produzione professionale di un'opera di Tippett negli Stati Uniti.. Il Covent Garden fece rivivere l'opera nello stesso anno, ma in seguito non fu ripresa fino a una produzione in concerto del 1990 all'Henry Wood Proms nella Royal Albert Hall nel 1990. Fu fatta una registrazione con il cast del 1990.
La Birmingham Opera Company, in collaborazione con 45 organizzazioni artistiche e sociali di Birmingham che provvidero agli attori dilettanti per esibirsi nelle numerose scene di folla nell'opera, ha dato la seconda produzione del Regno Unito, terza in assoluto tra le produzioni dell'opera, in cinque spettacoli in stile promenade nel magazzino B12 nell'area Digbeth del centro di Birmingham, nell'aprile 2015. Graham Vick ha diretto la produzione, con il coro della Birmingham Opera Company e la City of Birmingham Symphony Orchestra diretta da Andrew Gourlay.

## Ruoli
| Ruolo                                                    | Registro vocale (come descritto dal compositore)    | Cast della prima 7 luglio 1977 ROH Dir: Colin Davis | Prima USA, 18 maggio 1979 Opera Company of Boston Dir: Sarah Caldwell | Concerto ai Proms 23 luglio 1990 RAH, LS Dir: David Atherton | BOC aprile 2015 Dir: Andrew Gourlay |
| -------------------------------------------------------- | --------------------------------------------------- | --------------------------------------------------- | --------------------------------------------------------------------- | ------------------------------------------------------------ | ----------------------------------- |
| Lev, un insegnante cinquantenne                          | basso                                               | John Shirley-Quirk                                  | Richard Fredricks                                                     | David Wilson-Johnson                                         | Andrew Slater                       |
| Nadia, sua moglie                                        | soprano lirico                                      | Heather Harper                                      | Arlene Saunders                                                       | Heather Harper                                               | Nadine Benjamin                     |
| Yuri, loro figlio                                        | baritono                                            | Tom McDonnell                                       | Jake Gardner                                                          | Sanford Sylvan                                               | Ross Ramgobin                       |
| Gayle, la fidanzata bianca di Yuri                       | soprano drammatico                                  | Josephine Barstow                                   | Leigh Munro                                                           | Carolann Page                                                | Stephanie Corley                    |
| Hannah, un'infermiera dell'ospedale, amica nera di Gayle | mezzosoprano ricco                                  | Beverly Vaughn                                      | Cynthia Clarey                                                        | Cynthia Clarey                                               | Chrystal E. Williams                |
| Olympion, un campione sportivo, fidanzato di Hannah      | tenore                                              | Clyde Walker                                        | Curtis Rayam                                                          | Tom Randle                                                   | Ta'u Pupu'a                         |
| Luke, un giovane interno dell'ospedale di Hannah         | tenore                                              | John Dobson                                         |                                                                       | Bonaventura Bottone                                          | John-Colyn Gyeantey                 |
| Tenente                                                  | baritono                                            | Roderick Kennedy                                    |                                                                       | Donald Maxwell                                               | Adam Green                          |
| Astron, un 'messaggero psichedelico'                     | mezzosoprano lirico e tenore acuto (o controtenore) | James Bowman                                        |                                                                       | Christopher Robson                                           | Anna Harvey, Meili Li               |

## Trama
Prima dell'azione dell'opera, Nadia era emigrata con suo figlio Yuri, dopo che suo marito, Lev, era stato condannato nei campi di prigionia della Russia.

### Atto 1
L'opera si apre in una sala d'attesa dell'aeroporto dove Lev, un dissidente russo, dopo 20 anni di prigione, arriva per raggiungere sua moglie Nadia e suo figlio Yuri, in esilio in Occidente. In aeroporto ci sono anche la fidanzata di Yuri, Gayle e l'amica di Gayle, Hannah, che stanno anche aspettando l'arrivo dell'atleta nero, Olympion, un personaggio simile a Muhammad Ali. Lev e Olympion arrivano separatamente. Lev si riunisce con Nadia e Yuri, ma Yuri si sente distante da Lev, dal momento che non ha mai incontrato suo padre da adulto. Nel frattempo Gayle si getta su Olympion, cosa che fa arrabbiare Yuri e lo spinge ad attaccare Olympion, che lo stende. Tornato a casa Yuri esprime la sua rabbia verso il padre.

### Atto 2
Among Olympion's fans, there are gang rivalries which crystallise into a conflict between blacks and whites.  Gayle and Yuri wear masks and blend into the masked white chorus, while the same is true on the black side for Olympion and Hannah.  The conflict explodes into a mob riot, and Olympion and Gayle die in the violence.  Yuri is barely alive and is taken to hospital.

### Atto 3
Nadia, in punto di morte, chiede ad Hannah di prendersi cura di Lev. In un intermezzo, il 'messaggero psichedelico' Astron è apparso e una folla strafatta lo saluta come un salvatore. Astron lo ignora e scompare. Andato in ospedale, Yuri è stato sottoposto con successo ad un intervento chirurgico ed è completamente racchiuso in un calco in gesso. Il gesso viene tolto e Yuri si alza e finalmente abbraccia suo padre.

## Incisioni
- Virgin Classics 7 91448-2:  David Wilson-Johnson (Lev), Heather Harper (Nadia), Sanford Sylvan (Yuri), Carolann Page (Gayle), Cynthia Clarey (Hannah), Thomas Randle (Olympion), Bonaventura Bottone (Luke), Donald Maxwell (Lieutenant), Christopher Robson, Sarah Walker; London Sinfonietta Chorus; London Sinfonietta; David Atherton, direttore[11][12]